# Guillem Rubió
Guillem Rubió (segle XIV- mort després de 1344) fou un teòleg i filòsof franciscà notable representant de l'escotisme obert al criticisme nominalista. Feu estada entre altres llocs al convent de Vilafranca del Penedès. Vila d'on alguns estudiosos el fan originari.
Franciscà de la província de Catalunya, va prendre l'hàbit a Barcelona. Acabat el noviciat se li manà anar a París, on la tradició el fa deixeble de Duns Escot, segurament pel pes del seu marcat escotisme en la seva obra. De fet, fou deixeble a París del franciscà italià Francesc de Machia. A més d'Escot, és influït per Walter Chatton i sobretot per Guilllem d'Ockham. El 1320 sembla que encara estudiava a París i en fou lector entre els anys 1323 i 1332.
Partint dels elements diferencials de l'escotisme com ara la separació entre filosofia i teologia, la reducció del camp d'acció de la raó, etc., fra Guillem Rubió subscriu el criticisme d'Escot pel que fa a les proves de l'existència de Déu. Ja que entén que la prova anselmiana no demostra res i la prova aristotèlica, pel moviment i la casualitat, no porta al Déu que defensen els teòlegs coetanis. El framenor català mira també de determinar els límits que separen el coneixent intuïtiu de l'abstractiu.
És remarcable la seva  interpretació del doble coneixement, abstractiu i intuïtiu. El que defineix la intuïció no és la presència de l'objecte sinó el seu caràcter d'aprensió immediata. Per a Guillem Rubió, doncs, la intuïció passarà a ser coneixement immediat, i pot donar-se sense necessitat de la presència de l’objecte conegut.
És autor, entre altres obres perdudes, d’un comentari a les Sentències de Pere Llombard, Disputationum in quattuor libros Magistri Sententiarum, editada a París per Iodocus Ascentiusen en dos volums el 1517 i 1518, on radicalitza les posicions criticistes d’Escot, amb una separació total entre filosofia i teologia.
Tornat a Catalunya, era provincial de tot el regne d'Aragó el 1334, i va morir a meitats del segle xiv. El Pare Hebrera, franciscà, en la Crònica de la seva província d'Aragó, compte Rubió entre els aragonesos per raó de ser provincial d'Aragó, sense haver tingut present, que en aquell temps Aragó, València i Catalunya formaven una sola província de l'orde.